# Trấn Bình, Nam Dương
Trấn Bình (chữ Hán giản thể:镇平县, Hán Việt: Trấn Bình huyện) là một huyện thuộc địa cấp thị Nam Dương, tỉnh Hà Nam, Cộng hòa Nhân dân Trung Hoa. Huyện này có diện tích km2, dân số 930200 người (năm 1999).
Mã số bưu chính: 474200